# Jules Le Baron
Pour les articles homonymes, voir Le Baron.
Jules Proper Le Baron, né le 23 février 1855 à Blaison (Maine-et-Loire) et mort à Paris le 2 janvier 1902, est un médecin et anthropologue français.

## Biographie

### Origines et études
Né à Blaison en Anjou, il est le fils de Pierre-Joseph Le Baron de Blaison et de Jeanne-Perrine-Julienne-Suzanne Le Baron de Segré, cousins issus d'une ancienne famille de la bourgeoisie rurale originaire du village de Vengeons en Normandie.
Jeune bachelier, il s'inscrit à l’École de médecine d'Angers où il est l'élève du docteur Farges, avant de rejoindre la Faculté de médecine de Paris où il suit notamment les cours d'anthropologie préhistorique de Gabriel de Mortillet.
Il est en 1881 l'auteur d'une thèse remarquée sur les liaisons osseuses chez l'homme préhistorique, la première qui en France étudie les paléopathologies, qui lui permet d'être reçu docteur en médecine de la Faculté de Paris.

### Carrière médicale
Président-fondateur en 1891 du Syndicat des médecins de la Seine, organisation qui devient très rapidement le principal représentant des médecins en France, il se distingue particulièrement dans la défense de sa profession.
Ainsi, alors que l'ancienne École de médecine, rue de la Bûcherie, est vouée à la destruction, il œuvre efficacement auprès des médecins et des pouvoirs publics pour sa sauvegarde. Le docteur Le Baron défend l'idée de la création d'un musée de l'Histoire de la Médecine dans le cadre même de la Faculté de Médecine de l'Ancien Régime, et c'est dans ce but que le Conseil Municipal de Paris l'acquiert en 1896. La disparition prématurée du docteur Le Baron en 1902 empêche la réalisation de ce projet, et l'Ancienne École de médecine vit encore bien des vicissitudes avant d'être définitivement sauvée.
Membre du conseil supérieur de la mutualité, il exprime avec force le point de vue des médecins, défendant leur statut de praticien libéral indépendant contre les partisans du système mutualiste qui auraient souhaité en faire des salariés des sociétés mutuelles. 
Il avait fait bâtir une maison aux emblèmes médicaux, au 1, rue Alphonse Daudet, dans le 14e arrondissement de Paris, agrémentée de fresques à la gloire de la médecine, encore visibles aujourd'hui.

### Famille
Il épouse en Alice Deleau de Vézelise, fille de Léon Deleau, docteur en médecine et maire de Larchant, et petite-fille du docteur Nicolas Deleau, célèbre médecin du XIXe siècle. Leur fille aînée, Jehanne, épouse Gaston Renaud, licencié en droit et avocat, dont descendance.

### Postérité
Un haut-relief du docteur Le Baron, par le sculpteur Justin-Chrysostome Sanson, exposé au Salon de 1902, est inauguré le 25 janvier 1903, au siège du Syndicat des médecins de la Seine.

## Distinctions
- Chevalier de la Légion d'honneur
- Officier d'académie

## Publications
- Lésions osseuses de l'homme préhistorique en France et en Algérie, Paris, A. De renne, 1881[5].
- Projet de restitution et d'utilisation de l'ancienne Faculté de médecine de Paris, rue de la Bûcherie, Imp. de Hugonis, sd[5].